# A'ad

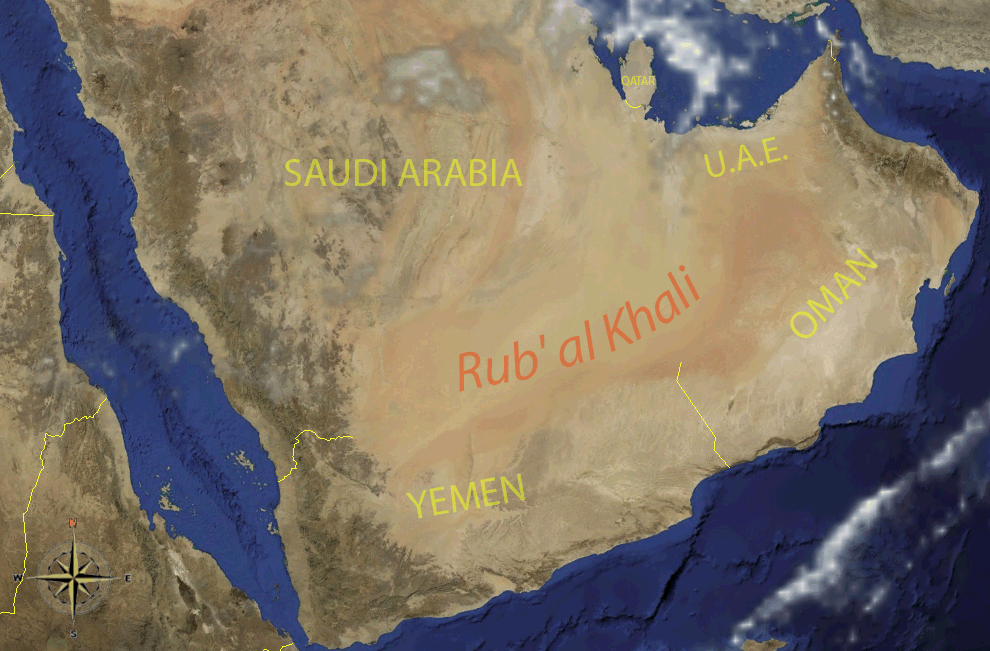
fotografía de la NASA del Desierto Rub al-Jali donde se encontraba el reino de A'ad.

El pueblo o nación de Ad o A'ad (en árabe, عاد) fue una antigua tribu árabe localizada en la península arábiga (Arabia).
Sus ruinas fueron redescubiertas en 1992 por Ranulph Fiennes, Juris Zarins, Nicholas Clapp y George Hedges. Según los descubrimientos arqueológicos, la ciudad fue destruida por el impacto de meteoritos que causaron tormentas de arena y la enterraron. Este hecho se menciona en el Corán.

## Localización e Historia

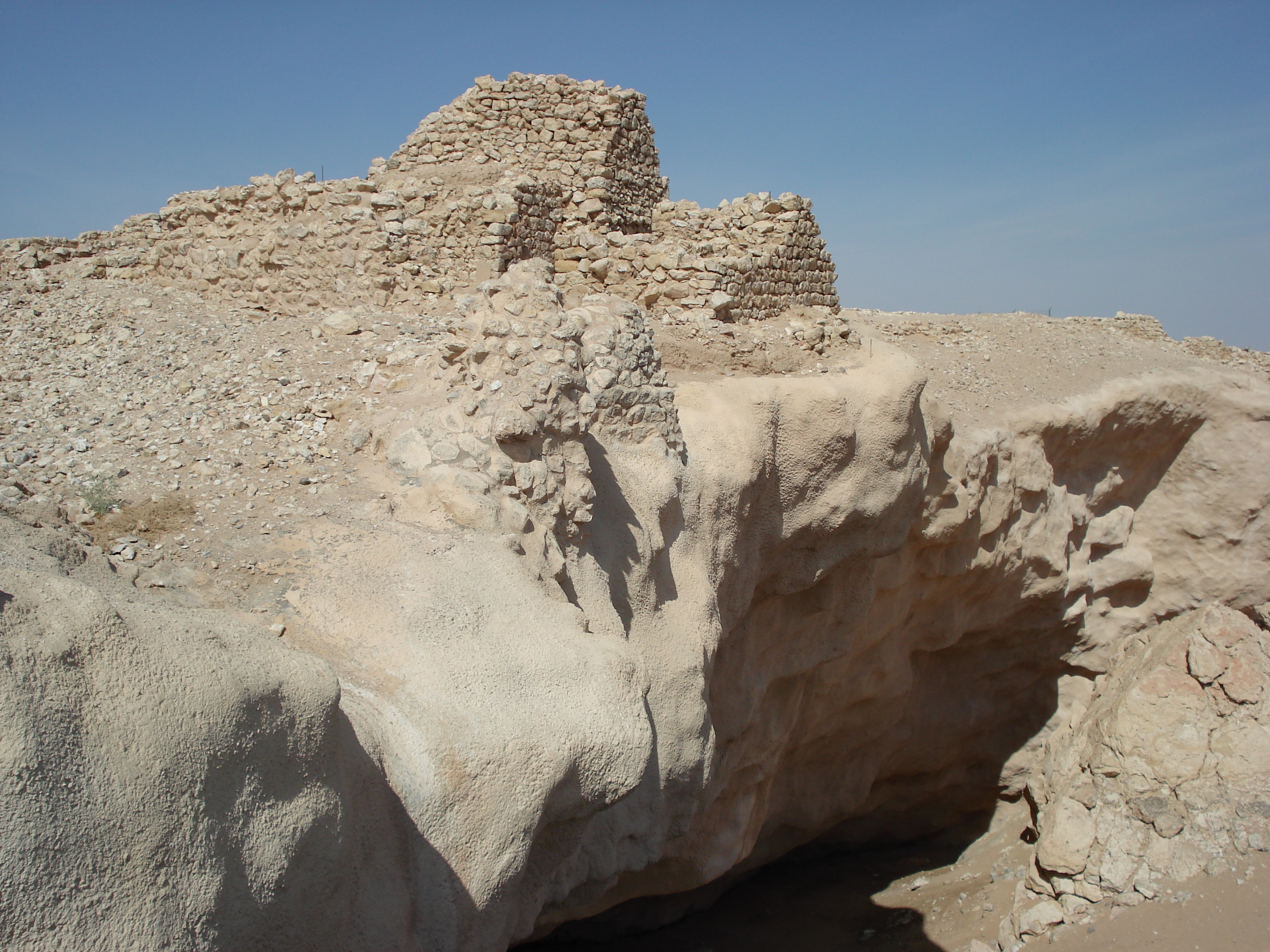
Ruinas de un antiguo oasis en Ubur y un ojo de agua colapsado.

El pueblo de A'ad ocupó parte de lo que ahora es el este de Yemen y el oeste de Omán, en una extensión geográfica que discurre desde el Mar Arábigo por las montañas de Dhofar hasta las afueras del Rub al-Jali (Rub' al Khali), su capital se llamó Wabar o Ubar o Iram (Erum) de los pilares por tales edificaciones.
Esta ciudad llegó a ser próspera y famosa gracias al comercio de franquíncienso o incienso de Olíbano el cual poseía en abundancia y por sus edificaciones particularmente de pilares.
El pueblo de A'ad se asentó en la península arábiga al este de las tribus (Al Aribah') o qahtani, antiguos semitas de Yemen, antepasados de los árabes. Este reino gobernó desde el siglo X a. C. hasta el siglo III. El geógrafo griego Claudio Ptolomeo designaba al pueblo de A'ad como ubaritas (Iobaritae) debido a su capital.
El primer gobernante de A'ad se llamó Ad ibn Kin'ad y vivió entre los siglos XI al X a. C., Aldahn, Khuljan vivió entre los siglos IV al III a. C. y el último de sus líderes fue Shadad, quien vivió entre los siglos IV al VI d. C.

## El ocaso de A'ad

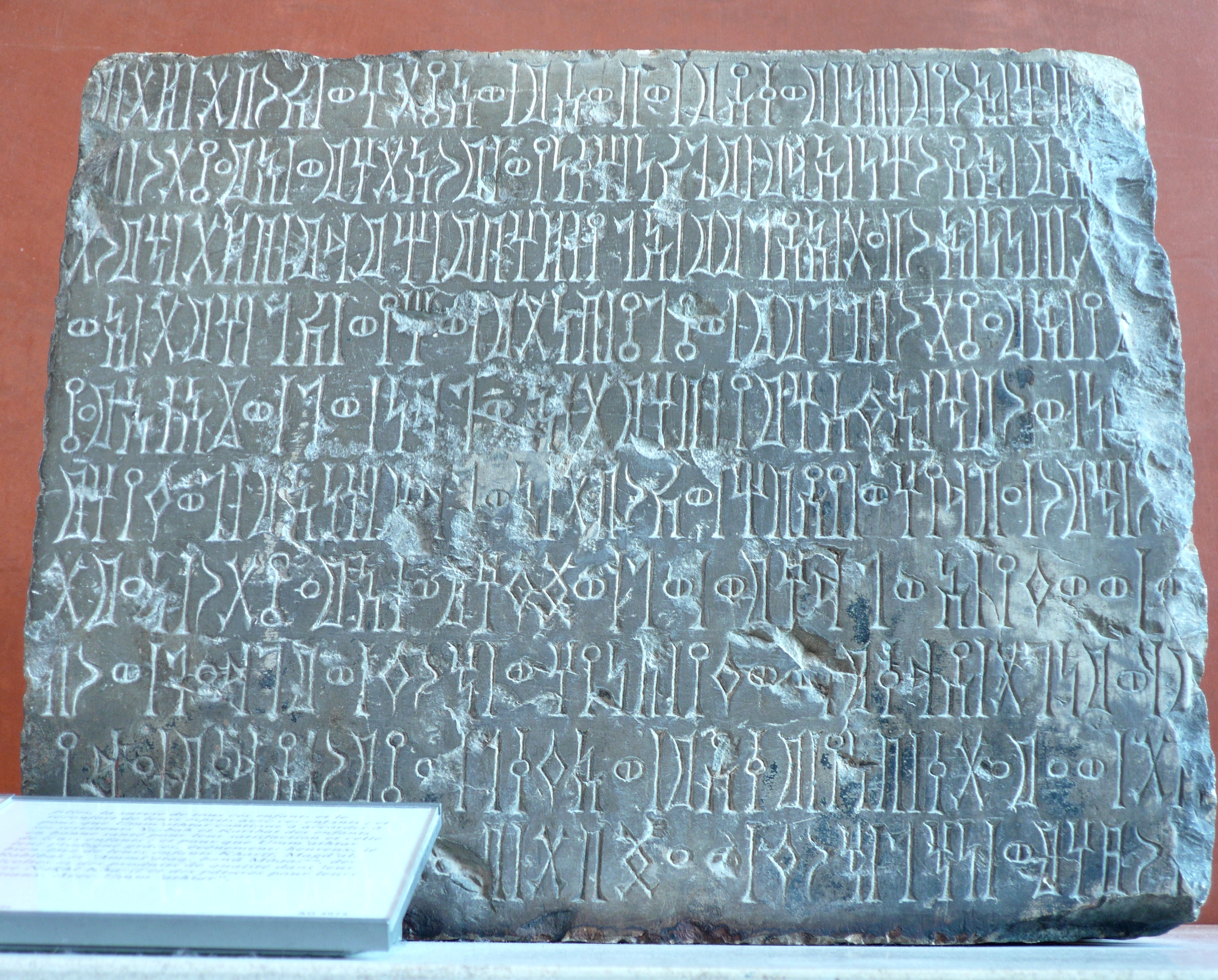
Lenguaje sabeo hermanado con el ubarita.

Alrededor de los siglos III al VI de nuestra era, la nación 'Adita parece haber sido destruida por una catástrofe natural, la cual asoló la mayor parte de su capital Ubar. Los 'Aditas son mencionados en el Corán cuando el profeta Hud (هود) es mandado por Alá para hacer que retornen a los 'caminos de justicia' de la fe, y conforme a la historia del libro, los "Aaditas no escucharon los avisos del profeta y Dios destruyó la ciudad de (Iram) con una gran tormenta". Los Suras que hablan de ello son Surat al-Haaqqa: 6-8, Surah Hud: 50-60, Surat ash-Shuara: 123-140, Surat al-Fajr: 6-8, Surat al-Qamar: 18-20, Surat al-Ahqaf: 24, Surah Fussilat: 15. Entre sus pecados destacaban la soberbia producida por las riquezas y algunas perversiones sexuales, pero sobre todo fue el no querer arrepentirse de sus caminos lo que la destruyó con rayos y truenos.

## Lenguaje

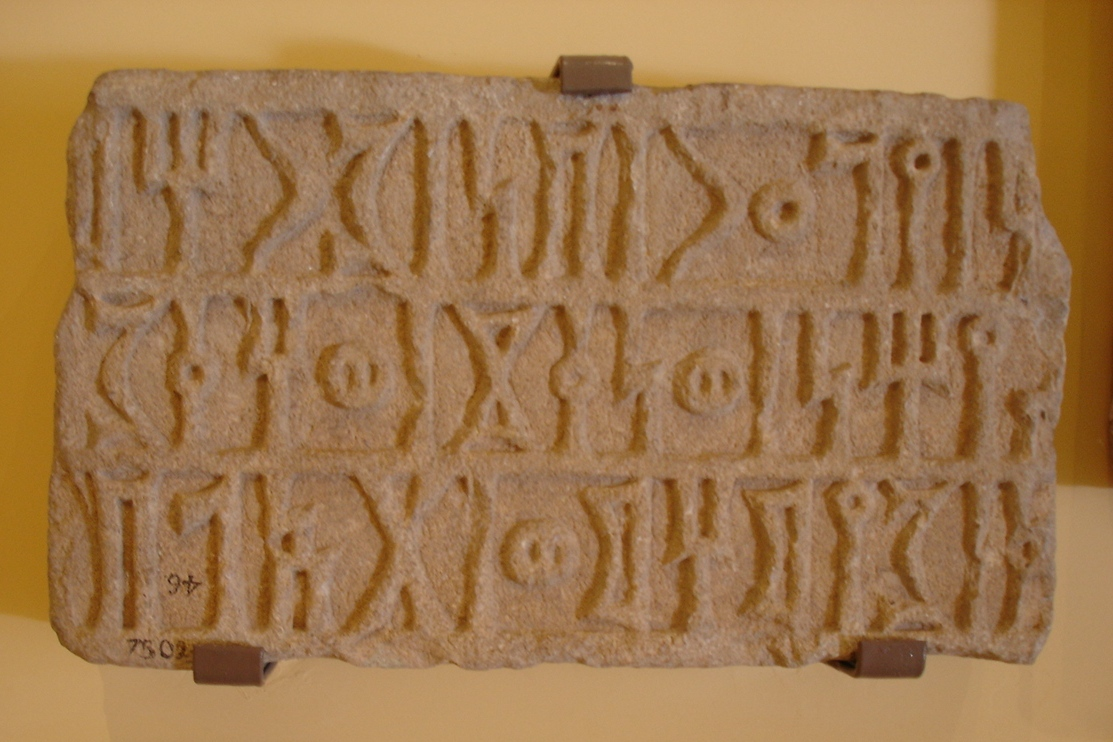
Ejemplo del lenguaje protoárabe de Arabia del Sur, Yemen;

Actualmente solo existe una tribu en Arabia Saudita que cree ser descendiente directa de los que lograron sobrevivir a la tormenta que destruyó el reino de A'ad. Esta tribu se nombra a sí misma los shahra. Llaman a su lengua, que difiere del árabe, "el lenguaje de los pájaros" y aún cultivan el franquincienso. Los árabes los denominan al-'Arab al-ba'ida (los árabes que se perdieron) y los componen las tribus de tamud y gurhum (gurjum).
En la región del sur de Yemen conocida antiguamente como la "Arabia afortunada", que Ptolomeo llamó Eudaimon Arabia y los romanos Arabia Felix, vivían los pueblos hadramitas, los sabeos, (Sabeus, Sabei), los quatabanes y los mineos. Según Mikail H. Rahman los ubaritas (habitantes de 'Ad) Fueron los ancestros de los hadramitas que aparecieron 500 años antes de Cristo y desaparecieron alrededor del siglo III d. C., debido más a la similitud de las palabras 'Ad y Had. Plinio los conoció como Adramitae, un nombre derivado de Adram y este a su vez una corrupción de Ad-i-Iram (como los llama el Corán). Los griegos la llamaron "la estirpe más rica del mundo" en los tiempos de Ptolomeo. Según los que estudian las tribus sobrevivientes (Mahra y Shahra) el lenguaje es parecido al acadio y eblaita (idiomas ahora extintos) al igual que el de los sabeos, himyaritas y la variedad etíope, aunque los shahra se consideran descendientes de los qataníes.

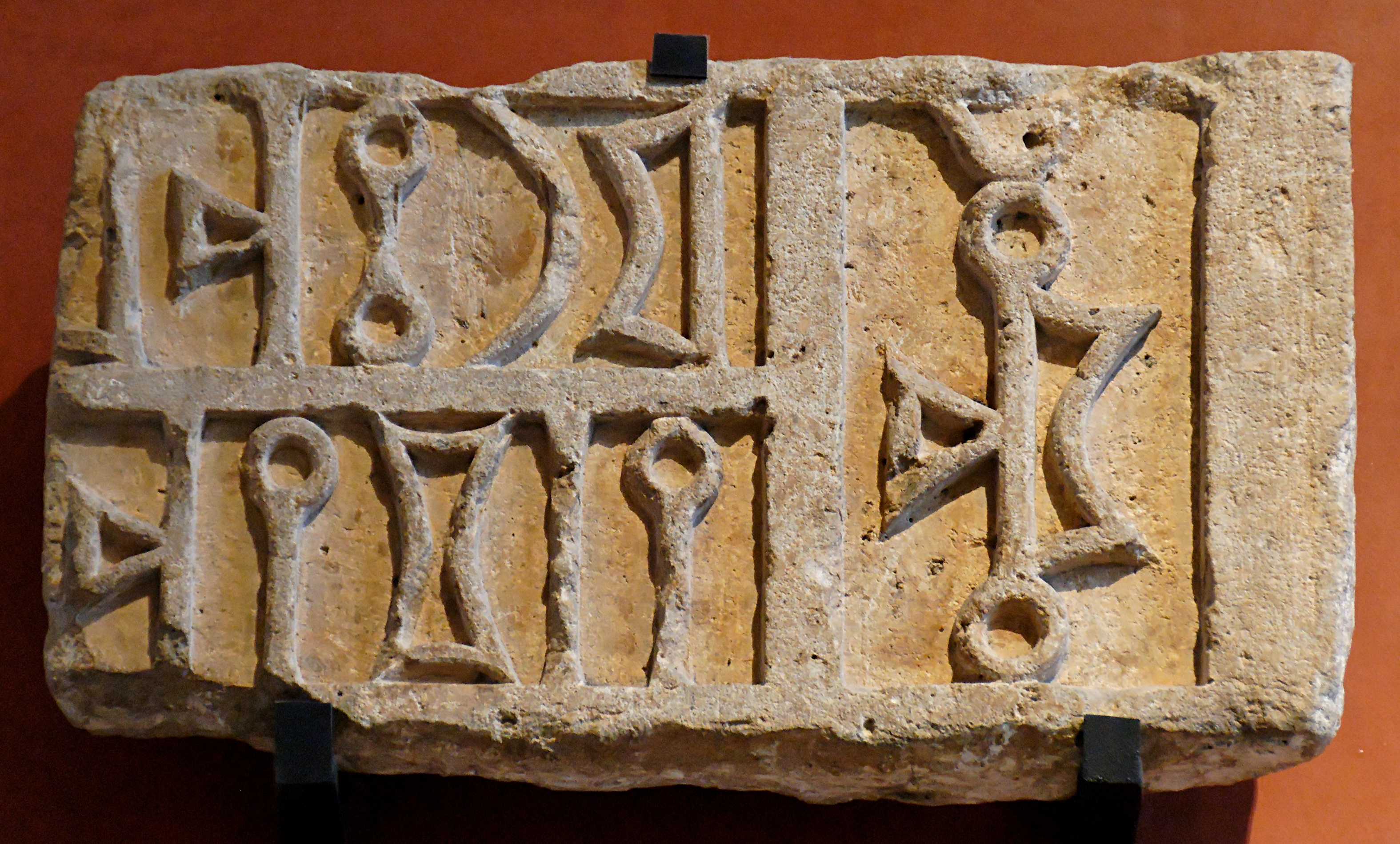
Protoárabe del sur. Fragmento de un friso con una inscripción; del y

Los principales dialectos árabes son cuatro: el árabe del sureste relacionado con la lengua de A'ad, los del suroeste con las lengua derivadas de los quahtaníes, los árabes del noroeste o amoritas, y los árabes del noreste o acadios.
El lenguajes de los ubaritas se relaciona con el lenguaje de Yemen del oeste o África, y los lenguajes de Mahra y Shahra son hablados en este lugar y en Omán Magan, debido a que el pueblo de A'ad compartió el territorio denominado el lugar vacío de la península arábiga junto con Qahtan, ambos conectados a Sumeria, que finalmente fue conquistada por los acadios.